# 尼基奇
尼基奇是奥地利布尔根兰州上普伦多夫县的一个市镇。总面积50.76平方公里，总人口1562人，人口密度30.8人/平方公里（2001年）。